# 玉野市立玉野備南高等学校
玉野市立玉野備南高等学校（たまのしりつ たまのびなんこうとうがっこう）は、岡山県玉野市に所在する市立の高等学校。

## 沿革
- 1948年4月‐岡山県玉野市立高等学校定時部として開校
- 1948年10月‐岡山県立第二玉野高等学校定時部と改称
- 1949年‐岡山県立玉野高等学校定時部と改称
- 1951年‐岡山県玉野市立備南高等学校と改称
- 2003年‐玉野市立玉野備南高等学校と改称

## 設置学科
- 昼間定時制　
  - 普通科
- 夜間定時制　
  - 総合技術科

## 著名な卒業生
- 宅麻伸（俳優）